# Splitski festival
Splitski festival (uradno Festival zabavne glazbe Split ali Splitski Festival) je festival zabavne glasbe, ki vsako leto julija poteka v Splitu na Hrvaškem. Poteka od leta 1960. Gre za enega najpomembnejših hrvaških glasbenih festivalov.
Na festival se je doslej predstavilo preko 800 skladb najbolj znanih domačih skladateljev (Zdenko Runjić, Arsen Dedić, Milica Milisavljević Dugalić, Đelo Jusić, Nikica Kalogjera, Rajko Dujmić, Zrinko Tutić, Đorđe Novković, Alfi Kabiljo), ki so jih izvajali nekateri najboljših domačih pevcev ( Oliver Dragojević, Tereza Kesovija, Kemal Monteno, Radojka Šverko, Ibrica Jusić, Miki Jevremović, Meri Cetinić, Tedi Spalato, Zorica Kondža) in skupin (Dubrovački trubaduri, Pro arte, Indexi, Teška industrija, Novi fosili, Magazin, 777), Đorđi Peruzović in drugi.
Med nastopajočimi je bilo skozi zgodovino festivala tudi več Slovencev, med drugim Majda Sepe, Alenka Gotar in Luka Basi.